# (1622) Chacornac
(1622) Chacornac és un asteroide que forma part del cinturó d'asteroides i va ser descobert el 15 de març de 1952 per Alfred Schmitt des del Reial Observatori de Bèlgica, a Uccle.
Inicialment va ser designat com 1952 EA. Més endavant es va nomenar en honor de l'astrònom francès Jean Chacornac (1823-1873), descobridor de sis asteroides entre 1853 i 1860.
Chacornac orbita a una distància mitjana del Sol de 2,235 ua, podent acostar-s'hi fins a 1,869 ua. La seva excentricitat és 0,1634 i la inclinació orbital 6,459°. Empra 1220 dies a completar una òrbita al voltant del Sol.